# The Devil You Know (Zvezdna vrata SG-1)
The Devil You Know je naslov epizode znanstveno-fantastične serije Zvezdna vrata, v kateri med poskusom reševanja Jacoba Carterja ekipo SG-1 in Martoufa ugrabi eden izmed prebivalcev tamkajšnjega pekla, ki bi rad izvedel državni udar in prevzel Sokarjevo mesto. S pomočjo tok'ranske tehnologije in halucinogene droge je vsak od zapornikov prisiljen podoživeti boleče spomine, žal pa talci niso sposobni ločiti med spomini in resničnostjo.